# 德拉谢
德拉谢（法語：Draché，法語發音：[dʁaʃe]）是法国安德尔-卢瓦尔省的一个市镇，位于该省南部，属于洛什区。

## 地理
德拉谢（47°3'18"N, 0°37'27"E）面积18.51 平方千米，位于法国中央-卢瓦尔河谷大区安德尔-卢瓦尔省，该省份为法国中西部省份，北起萨尔特省、东北接卢瓦-谢尔省，东南接安德尔省，南至维埃纳省，西临曼恩-卢瓦尔省。
与德拉谢接壤的市镇（或旧市镇、城区）包括：图赖讷地区圣莫尔、拉塞勒圣阿旺、马耶、埃沃河畔马尔塞、塞姆。

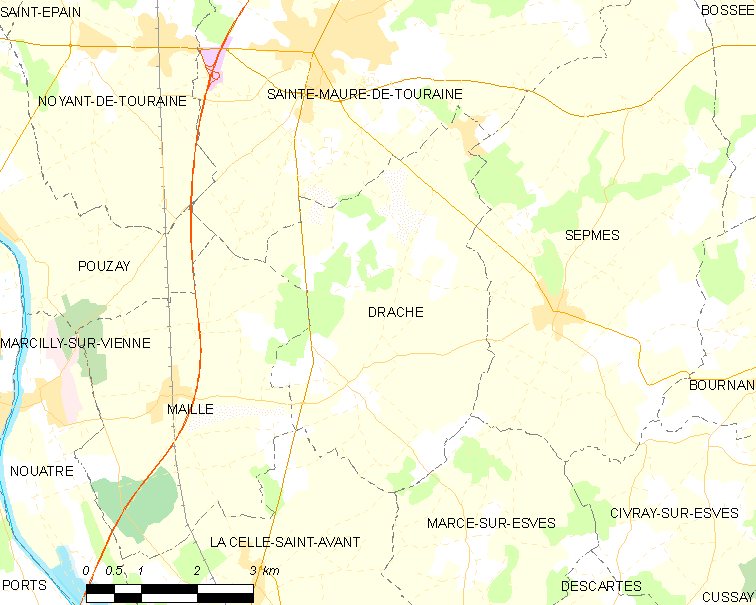
德拉谢的OSM定位图

德拉谢的时区为UTC+01:00、UTC+02:00（夏令时）。

## 行政
德拉谢的邮政编码为37800，INSEE市镇编码为37098。

## 政治
德拉谢所属的省级选区为笛卡尔县。

## 人口

1962-2008年间德拉谢人口变化图示

德拉谢于2022年1月1日时的人口数量为700人。